# اسپرینگ فیلد، ورمونت
اسپرینگ فیلد (به انگلیسی: Springfield) یک منطقهٔ مسکونی در ایالات متحده آمریکا است که در شهرستان وینزر، ورمانت واقع شده‌است.
 اسپرینگ فیلد ۱۲۸٫۱ کیلومتر مربع مساحت و ۹٬۳۷۳ نفر جمعیت دارد و ۱۶۲ متر بالاتر از سطح دریا واقع شده‌است.